# 小行星4076
小行星4076（4076 Dörffel）是一颗绕太阳运转的小行星，为主小行星带小行星。该小行星于1982年10月发现。

## 轨道参数
小行星4076的轨道半长轴为2.8512590 UA，离心率为0.071。